# Dandásana

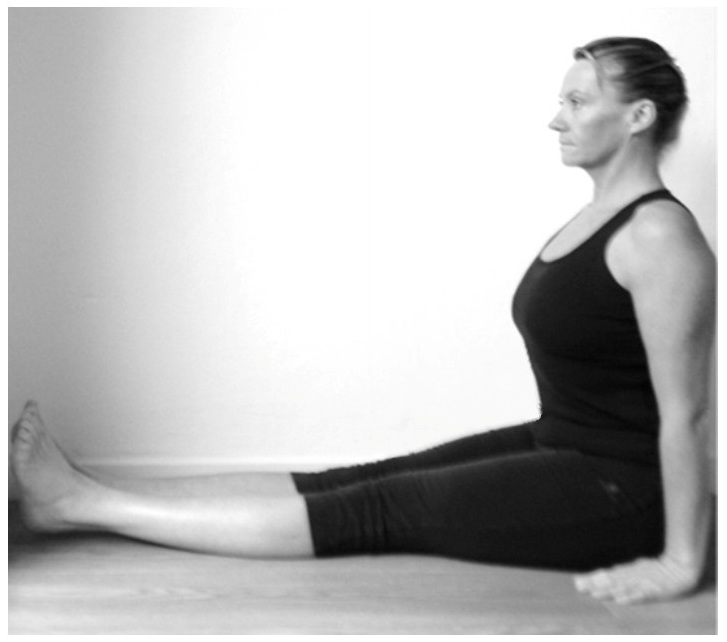
Dandásana

Dandásana je výchozí ásana pro všechny sedy a torzní polohy.

## Etymologie
Slovo Danda (दन्द, Danda) znamená hůl.

## Popis
Trup je vzpřímený a nohy protažené, kolena propnutá, chodidla flexovaná. Ramena jdou dozadu a dolů, dlouhý krk, brada rovnoběžně s podložkou. Důležité je stáhnout pánevní dno a břišní stěnu k páteři, využíváme hrudní dech. Tlakem rukou do podložky protahujeme trup vzhůru.